# Judo-Europameisterschaften 2011
Die Judo-Europameisterschaften 2011 fanden vom 21. bis zum 23. April in Istanbul statt.

## Ergebnisse

### Männer
| Gewichtsklasse | Gold              | Silber               | Bronze                               |
| -------------- | ----------------- | -------------------- | ------------------------------------ |
| - 60 kg        | Heorhij Santaraja | Betkili Schukwani    | Arsen Galstjan Elio Verde            |
| - 66 kg        | Miklós Ungvári    | Tərlan Kərimov       | Alim Gadanov Colin Oates             |
| - 73 kg        | João Pina         | Murat Kodzokov       | Jaromír Ježek Hasan Vanlıoğlu        |
| - 81 kg        | Elnur Məmmədli    | Sergiu Toma          | Siraschudin Magomedow Ole Bischof    |
| - 90 kg        | Ilias Iliadis     | Kirill Denissow      | Warlam Liparteliani Marcus Nyman     |
| - 100 kg       | Amel Mekić        | Lewan Schorscholiani | Jevgeņijs Borodavko Irakli Zirekidse |
| + 100 kg       | Teddy Riner       | Barna Bor            | Martin Padar Janusz Wojnarowicz      |
| Team           | Ukraine           | Frankreich           | Georgien Deutschland                 |

### Frauen
| Gewichtsklasse | Gold                  | Silber               | Bronze                             |
| -------------- | --------------------- | -------------------- | ---------------------------------- |
| - 48 kg        | Alina Dumitru         | Éva Csernoviczki     | Frédérique Jossinet Laëtitia Payet |
| - 52 kg        | Penelope Bonna        | Joana Ramos          | Ana Carrascosa Sophie Cox          |
| - 57 kg        | Sabrina Filzmoser     | Telma Monteiro       | Irina Sabludina Corina Căprioriu   |
| - 63 kg        | Gévrise Émane         | Anicka van Emden     | Urška Žolnir Hilde Drexler         |
| - 70 kg        | Edith Bosch           | Cecilia Blanco       | Lucie Décosse Erica Barbieri       |
| - 78 kg        | Audrey Tcheuméo       | Lucie Louette        | Luise Malzahn Ana Velensek         |
| + 78 kg        | Jelena Iwaschtschenko | Anne-Sophie Mondière | Tea Donguzashvili Lucija Polavder  |
| Team           | Frankreich            | Deutschland          | Türkei Ukraine                     |

### Medaillenspiegel
| Platz | Land                    | Gold | Silber | Bronze | Gesamt |
| ----- | ----------------------- | ---- | ------ | ------ | ------ |
| 1.    | Frankreich              | 5    | 3      | 3      | 11     |
| 2.    | Ukraine                 | 2    | 0      | 1      | 3      |
| 3.    | Russland                | 1    | 2      | 5      | 8      |
| 4.    | Portugal                | 1    | 2      | 0      | 3      |
| 4.    | Ungarn                  | 1    | 2      | 0      | 3      |
| 6.    | Aserbaidschan           | 1    | 1      | 0      | 2      |
| 6.    | Niederlande             | 1    | 1      | 0      | 2      |
| 8.    | Österreich              | 1    | 0      | 1      | 2      |
| 8.    | Rumänien                | 1    | 0      | 1      | 2      |
| 10.   | Bosnien und Herzegowina | 1    | 0      | 0      | 1      |
| 10.   | Griechenland            | 1    | 0      | 0      | 1      |
| 11.   | Georgien                | 0    | 2      | 3      | 5      |
| 12.   | Deutschland             | 0    | 1      | 3      | 4      |
| 13.   | Spanien                 | 0    | 1      | 1      | 2      |
| 14.   | Moldau                  | 0    | 1      | 0      | 1      |
| 15.   | Slowenien               | 0    | 0      | 3      | 3      |
| 16.   | Türkei                  | 0    | 0      | 2      | 2      |
| 16.   | Vereinigtes Königreich  | 0    | 0      | 2      | 2      |
| 16.   | Italien                 | 0    | 0      | 2      | 2      |
| 19.   | Tschechien              | 0    | 0      | 1      | 1      |
| 19.   | Estland                 | 0    | 0      | 1      | 1      |
| 19.   | Lettland                | 0    | 0      | 1      | 1      |
| 19.   | Polen                   | 0    | 0      | 1      | 1      |
| 19.   | Schweden                | 0    | 0      | 1      | 1      |
|       | Total                   | 16   | 16     | 32     | 64     |